# La Vineuse
La Vineuse korábbi község (település) Franciaországban, Saône-et-Loire megyében. 2017. január 1-jén Donzy-le-National, Massy és Vitry-lès-Cluny községgel egyesült és La Vineuse sur Fregande új község része lett.
Lakosainak száma 282 fő (2018. január 1.). La Vineuse Flagy, Château, Cluny, Donzy-le-National, Lournand, Massy, Saint-Vincent-des-Prés és Vitry-lès-Cluny községekkel határos.

## Népesség
A település népességének változása:
| Lakosok száma | 289  | 287  | 667  | 284  | 282  |
|               | 2013 | 2015 | 2016 | 2017 | 2018 |